# Безкоровайний Юрій Васильович
Юрій Васильович Безкоровайний (23 січня 1966 — 12 грудня 2022, район м. Бахмут, Донецька область) — український військовослужбовець, головний сержант 24 ОМБр Збройних сил України, учасник російсько-української війни.

## Життєпис
Юрій Безкоровайний народився 23 січня 1966 року.
Навчався у Ворвулинській загальноосвітній школі, яку закінчив 1981 року.
Служив командиром міномета 1-го мінометного взводу мінометної батареї 1-го стрілецького батальйону 24-ї окремої механізованої бригади. Загинув 12 грудня 2022 року внаслідок отриманого поранення під час мінометного обстрілу (район м. Бахмут, Донецька область).
Похований в с. Печорна Чортківського району.

## Вшанування пам'яті
У вересні 2023 року в селі Печорній Чортківського району відкрито меморіальну дошку на честь Юрія Безкоровайного.
У жовтні 2023 року на фасаді Ворвулинської загальноосвітньої школи відкрито меморіальну дошку Юрію Безкоровайному.